# Amy Bowtell
Amy Bowtell (ur. 16 września 1993 w Dublinie) – irlandzka tenisistka, reprezentantka kraju w rozgrywkach Pucharu Federacji.
W przeciągu kariery zwyciężyła w pięciu singlowych i pięciu deblowych turniejach rangi ITF. 9 lutego 2015 roku zajmowała najwyższe miejsce w rankingu singlowym WTA Tour – 381. pozycję. Natomiast 29 października 2012 osiągnęła najwyższą lokatę w rankingu deblowym – 450. miejsce.

## Wygrane turnieje rangi ITF
| turnieje z pulą nagród 100 000 $ |
| turnieje z pulą nagród 75 000 $  |
| turnieje z pulą nagród 50 000 $  |
| turnieje z pulą nagród 25 000 $  |
| turnieje z pulą nagród 15 000 $  |
| turnieje z pulą nagród 10 000 $  |

### Gra pojedyncza
|    | Data       | Turniej        | Naw.          | Przeciwniczka      | Wynik               |
| 1. | 19/02/2012 | Tallinn        | Twarda        | Polina Winogradowa | 7:6(5), 6:4         |
| 2. | 27/04/2014 | Szarm el-Szejk | Twarda        | Katie Boulter      | 6:7(5), 6:0, 7:6(6) |
| 3. | 27/10/2014 | Loughborough   | Twarda (hala) | Sherazad Reix      | 6:7(6), 6:1, 7:6(3) |
| 4. | 10/11/2014 | Helsinki       | Twarda (hala) | Tess Sugnaux       | 6:2, 6:3            |
| 5. | 01/02/2015 | Sunderland     | Twarda (hala) | Marta Sirotkina    | 6:4, 6:3            |

### Gra podwójna
|    | Data       | Turniej     | Naw.   | Partnerka       | Przeciwniczki                      | Wynik       |
| 1. | 11/06/2011 | Amarante    | Twarda | Yasmin Clarke   | Katharina Negrin Constance Sibille | 6:2, 6:3    |
| 2. | 11/08/2011 | Gijón       | Twarda | Lucy Brown      | Amanda Carreras Andrea Gámiz       | walkower    |
| 3. | 20/01/2012 | Sutton      | Twarda | Quirine Lemoine | Elixane Lechemia Irina Ramialison  | 7:6(5), 6:3 |
| 4. | 24/02/2012 | Helsingborg | Twarda | Quirine Lemoine | Matilda Hamlin Valeria Osadchenko  | 6:3, 6:4    |
| 5. | 18/08/2012 | Middelkerke | Twarda | Samantha Murray | Steffi Distelmans Magali Kempen    | 6:3, 6:3    |